# Noraszen (Tawusz)

ss
Noraszen – wieś w Armenii, w prowincji Tawusz. W 2011 roku liczyła 1677 mieszkańców.